# Benāvīleh-ye Kohneh
Benāvīleh-ye Kohneh (persiska: بِناويلِۀ كُهنِه, بِناوِيلِۀ كُهنِه, بِناوِيلِه كُهنِه, كُهَ, بناویله کهنه) är en ort i Iran.   Den ligger i provinsen Kurdistan, i den nordvästra delen av landet, 500 km väster om huvudstaden Teheran. Benāvīleh-ye Kohneh ligger 1 367 meter över havet och antalet invånare är 120.
Terrängen runt Benāvīleh-ye Kohneh är huvudsakligen kuperad, men den allra närmaste omgivningen är platt.Runt Benāvīleh-ye Kohneh är det ganska tätbefolkat, med 93 invånare per kvadratkilometer. Närmaste större samhälle är Dūl Arzān, 3,6 km norr om Benāvīleh-ye Kohneh. Trakten runt Benāvīleh-ye Kohneh består till största delen av jordbruksmark.